# Brasil Open 2010 - Qualificazioni singolare
Le qualificazioni del singolare del Brasil Open 2010 sono state un torneo di tennis preliminare per accedere alla fase finale della manifestazione. I vincitori dell'ultimo turno sono entrati di diritto nel tabellone principale. In caso di ritiro di uno o più giocatori aventi diritto a questi sono subentrati i lucky loser, ossia i giocatori che hanno perso nell'ultimo turno ma che avevano una classifica più alta rispetto agli altri partecipanti che avevano comunque perso nel turno finale.
Le qualificazioni del Brasil Open 2010 prevedevano 32 partecipanti di cui 4 accedevano al tabellone principale.

## Teste di serie
1. Pere Riba (primo turno)
2. Victor Crivoi (secondo turno)
3. Rui Machado (qualificato)
4. Alberto Martín (secondo turno)

1. Brian Dabul (primo turno)
2. R Ramírez Hidalgo (primo turno)
3. David Marrero (primo turno)
4. Júlio Silva (primo turno)

## Qualificati
1. Filippo Volandri
2. Rogério Dutra da Silva

1. Rui Machado
2. Carlos Berlocq

## Tabellone

### Legenda
| - Q = Qualificato - WC = Wild card - LL = Lucky loser | - ALT = Alternate - SE = Special Exempt - PR = Protected Ranking | - w/o = Walkover - r = Ritirato - d = Squalificato |

### Sezione 1
|  | Primo turno       | Primo turno       | Primo turno      | Primo turno | Primo turno |  |  | Secondo turno    | Secondo turno    | Secondo turno    | Secondo turno    | Secondo turno    |   |   | Terzo turno   | Terzo turno   | Terzo turno   | Terzo turno | Terzo turno |  |
|  |                   |                   |                  |             |             |  |  |                  |                  |                  |                  |                  |   |   |               |               |               |             |             |  |
|  |                   | Nicolas Devilder  | Nicolas Devilder | 6           | 6           |  |  |                  |                  |                  |                  |                  |   |   |               |               |               |             |             |  |
|  | 1                 | Pere Riba         | Pere Riba        | 4           | 4           |  |  | Nicolas Devilder | Nicolas Devilder | 4                | 6                | 65               |   |   |               |               |               |             |             |  |
|  | Pablo Andújar     | Pablo Andújar     | 3                | 7           | 6           |  |  | Pablo Andújar    | Pablo Andújar    | 6                | 2                | 7                |   |   |               |               |               |             |             |  |
|  | Christian Lindell | Christian Lindell | 6                | 65          | 2           |  |  |                  |                  |                  |                  |                  |   |   | Pablo Andújar | Pablo Andújar | Pablo Andújar | 5           | 65          |  |
|  | Leonardo Tavares  | Leonardo Tavares  | Leonardo Tavares | 7           | 6           |  |  |                  |                  | Filippo Volandri | Filippo Volandri | Filippo Volandri | 7 | 7 |               |               |               |             |             |  |
|  | Fernando Romboli  | Fernando Romboli  | Fernando Romboli | 63          | 2           |  |  | Leonardo Tavares | Leonardo Tavares | Leonardo Tavares | 4                | 2                |   |   |               |               |               |             |             |  |
|  |                   | Filippo Volandri  | 6                | 1           | 6           |  |  | Filippo Volandri | Filippo Volandri | Filippo Volandri | 6                | 6                |   |   |               |               |               |             |             |  |
|  | 6                 | R Ramírez Hidalgo | 4                | 6           | 2           |  |  |                  |                  |                  |                  |                  |   |   |               |               |               |             |             |  |

### Sezione 2
|  | Primo turno            | Primo turno            | Primo turno            | Primo turno | Primo turno |  |  | Secondo turno          | Secondo turno          | Secondo turno          | Secondo turno          | Secondo turno |   |   | Terzo turno | Terzo turno | Terzo turno | Terzo turno | Terzo turno |  |
|  |                        |                        |                        |             |             |  |  |                        |                        |                        |                        |               |   |   |             |             |             |             |             |  |
|  | 2                      | Victor Crivoi          | Victor Crivoi          | 6           | 6           |  |  |                        |                        |                        |                        |               |   |   |             |             |             |             |             |  |
|  |                        | Alexandre Schnitman    | Alexandre Schnitman    | 2           | 4           |  |  | Victor Crivoi          | Victor Crivoi          | 62                     | 7                      | 4             |   |   |             |             |             |             |             |  |
|  | Pedro Sousa            | Pedro Sousa            | 6                      | 4           | 6           |  |  | Pedro Sousa            | Pedro Sousa            | 7                      | 65                     | 6             |   |   |             |             |             |             |             |  |
|  | Tiago Fernandes        | Tiago Fernandes        | 2                      | 6           | 2           |  |  |                        |                        |                        |                        |               |   |   | Pedro Sousa | Pedro Sousa | 6           | 0           | 4           |  |
|  | Rogério Dutra da Silva | Rogério Dutra da Silva | Rogério Dutra da Silva | 6           | 6           |  |  |                        |                        | Rogério Dutra da Silva | Rogério Dutra da Silva | 4             | 6 | 6 |             |             |             |             |             |  |
|  | Bruno Semenzato        | Bruno Semenzato        | Bruno Semenzato        | 1           | 0           |  |  | Rogério Dutra da Silva | Rogério Dutra da Silva | 7                      | 3                      | 6             |   |   |             |             |             |             |             |  |
|  |                        | Adrian Ungur           | Adrian Ungur           | 7           | 6           |  |  | Adrian Ungur           | Adrian Ungur           | 67                     | 6                      | 3             |   |   |             |             |             |             |             |  |
|  | 5                      | Brian Dabul            | Brian Dabul            | 6(1)        | 2           |  |  |                        |                        |                        |                        |               |   |   |             |             |             |             |             |  |

### Sezione 3
|  | Primo turno          | Primo turno          | Primo turno       | Primo turno | Primo turno |  |  | Secondo turno   | Secondo turno   | Secondo turno  | Secondo turno  | Secondo turno  |   |    | Terzo turno | Terzo turno | Terzo turno | Terzo turno | Terzo turno |  |
|  |                      |                      |                   |             |             |  |  |                 |                 |                |                |                |   |    |             |             |             |             |             |  |
|  | 3                    | Rui Machado          | Rui Machado       | 6           | 6           |  |  |                 |                 |                |                |                |   |    |             |             |             |             |             |  |
|  |                      | Federico Delbonis    | Federico Delbonis | 3           | 3           |  |  | Rui Machado     | Rui Machado     | 3              | 6              | 7              |   |    |             |             |             |             |             |  |
|  | Leonardo Kirche      | Leonardo Kirche      | 6                 | 5           | 7           |  |  | Leonardo Kirche | Leonardo Kirche | 6              | 2              | 64             |   |    |             |             |             |             |             |  |
|  | André Ghem           | André Ghem           | 3                 | 7           | 62          |  |  |                 |                 |                |                |                |   |    | Rui Machado | Rui Machado | Rui Machado | 6           | 5           |  |
|  | Boris Pašanski       | Boris Pašanski       | 6                 | 3           | 6           |  |  |                 |                 | Boris Pašanski | Boris Pašanski | Boris Pašanski | 1 | 0R |             |             |             |             |             |  |
|  | Juan Pablo Brzezicki | Juan Pablo Brzezicki | 2                 | 6           | 3           |  |  | Boris Pašanski  | Boris Pašanski  | 0              | 6              | 7              |   |    |             |             |             |             |             |  |
|  |                      | Flavio Cipolla       | 62                | 6           | 6           |  |  | Flavio Cipolla  | Flavio Cipolla  | 6              | 4              | 63             |   |    |             |             |             |             |             |  |
|  | 7                    | David Marrero        | 7                 | 0           | 3           |  |  |                 |                 |                |                |                |   |    |             |             |             |             |             |  |

### Sezione 4
|  | Primo turno       | Primo turno         | Primo turno         | Primo turno | Primo turno |  |  | Secondo turno  | Secondo turno  | Secondo turno  | Secondo turno | Secondo turno |   |   | Terzo turno    | Terzo turno    | Terzo turno | Terzo turno | Terzo turno |  |
|  |                   |                     |                     |             |             |  |  |                |                |                |               |               |   |   |                |                |             |             |             |  |
|  | 4                 | Alberto Martín      | Alberto Martín      | 6           | 7           |  |  |                |                |                |               |               |   |   |                |                |             |             |             |  |
|  |                   | Eladio Ribeiro Neto | Eladio Ribeiro Neto | 4           | 5           |  |  | Alberto Martín | Alberto Martín | Alberto Martín | 2             | 1             |   |   |                |                |             |             |             |  |
|  | Carlos Berlocq    | Carlos Berlocq      | Carlos Berlocq      | 6           | 6           |  |  | Carlos Berlocq | Carlos Berlocq | Carlos Berlocq | 6             | 6             |   |   |                |                |             |             |             |  |
|  | Facundo Bagnis    | Facundo Bagnis      | Facundo Bagnis      | 1           | 3           |  |  |                |                |                |               |               |   |   | Carlos Berlocq | Carlos Berlocq | 6           | 4           | 6           |  |
|  | Caio Zampieri     | Caio Zampieri       | Caio Zampieri       | 6           | 6           |  |  |                |                | Caio Zampieri  | Caio Zampieri | 3             | 6 | 3 |                |                |             |             |             |  |
|  | Marcelo Demoliner | Marcelo Demoliner   | Marcelo Demoliner   | 4           | 4           |  |  | Caio Zampieri  | Caio Zampieri  | Caio Zampieri  | 7             | 6             |   |   |                |                |             |             |             |  |
|  |                   | Peter Polansky      | Peter Polansky      | 6           | 0           |  |  | Peter Polansky | Peter Polansky | Peter Polansky | 64            | 3             |   |   |                |                |             |             |             |  |
|  | 8                 | Júlio Silva         | Júlio Silva         | 5           | 0R          |  |  |                |                |                |               |               |   |   |                |                |             |             |             |  |